# Irina Karnaoukhova
Irina Valerianovna Karnaoukhova (en russe : Ирина Валерияновна Карнаухова), née le 7 (20) novembre 1901, c'est-à-dire le 7 novembre 1901 (20 novembre dans le calendrier grégorien), à Kiev, morte le 13 juin 1959, est un écrivain soviétique d'origine ukrainienne, folkloriste, collectrice et lectrice-interprète de contes populaires.

## Biographie
Son père est employé des chemins de fer, sa mère est rédactrice dans différents journaux de Kiev et traduit des auteurs étrangers. Irina termine ses études secondaires en 1918 et travaille plusieurs années comme bibliothécaire. Dans les années 1920, elle étudie l'histoire de l'art à l'Université de Leningrad et s'oriente vers le folklore. De 1926 à 1932, elle participe à plusieurs expéditions ethnographiques dans les régions du nord de la Russie et dans le Donbass : elle y collecte des contes et légendes traditionnels, des chansons et de la musique.
Elle publie aussi bien des romans (Krujevo na matchte, « La dentelle sur le mât ») que des recueils de contes et de matériau relevant du folklore, ainsi que des contes pour enfants.
Pendant la Seconde Guerre mondiale, évacuée vers l'Oural, elle enseigne en école primaire et publie des récits héroïques, surtout destinés à de jeunes lecteurs comme Povest o Druzhnykh (1949). Familièrement appelée Babouchka Arina (« Grand-mère Arina »), elle est conteuse lors de fêtes diverses, ainsi qu'à la radio. Elle écrit également des pièces de théâtre pour enfants.
Elle meurt prématurément d'une grave maladie en 1959.
Son recueil intitulé Contes et légendes de la région du nord (Skazki i predaniïa severnogo kraïa) est une retranscription scrupuleuse de récits recueillis auprès de gens du peuple, avec indication des lieux, noms et âges ; il reflète fidèlement le parler populaire (prononciation, termes dialectaux, tournures de phrases). Il a été utilisé en référence, parmi d'autres recueils plus anciens, par Vladimir Propp dans Les Racines historiques du conte merveilleux.

## Œuvres
- (ru) Сказки и предания северного края (Contes et légendes de la région du nord), Moscou-Leningrad, Academia, 1934.
  - Réédition OGI, Moscou, 2009, avec une préface bio-bibliographique détaillée, par T.G. Ivanova  (ISBN 978-5-94282-508-9)